# Red Cliff
Red Cliff – miasto w Stanach Zjednoczonych, w stanie Kolorado, w hrabstwie Eagle.